# Шкода октавија
Шкода октавија (чеш. Škoda Octavia) је аутомобил који производи чешка фабрика аутомобила Шкода. Производи се од 1996. до данас. Досад је произведен у четири генерације.

## Историјат
Рад на развоју аутомобила је почео још 1992. године, када је настала прва студија возила компактне класе на бази модела голф тројке. 1993. године је изабрана нова платформа дизајнирана за голф четворку, касније и основа за Ауди А3. Тада је почео стварни развој модела октавија. 1994. године је конструисан први прототип модела.

## Прва генерација (1996–2011)
Прва генерација октавије се почела производити крајем 1996. године у модернизованој Шкодиној фабрици у Младој Болеслави. Била је опремљена не само предњим, него и бочним ваздушним јастуцима, који су до тада били стандард возила више класе. 1998. године је званично покренута октавија караван, годину дана касније 4X4 караван верзија. 2000. године октавија је модернизована, а представљен је луксузни модел аутомобила Laurin & Klement. 2001. је уведен модел лифтбек и спортска верзија РС (RS), а 2003. и РС караван. 17. фебруара 2004. је произведена милионита октавија, од тада се прва генерација продаје под именом Tour.
Користила је моторе из Фолксваген групације, а то су, бензински 1.4 8V (60 КС), 1.4 16V (75 КС), 1.6 8V (75 КС), 1.6 16V (100 и 102 КС), 1.8 20V (125 КС), 1.8 20VТ (150 КС), 1.8 20VТ RS (180 КС), 2.0 8V (115 КС), као и дизел моторе 1.9 8V SDI (68 КС), 1.9 8V TDI (90, 100, 110 и 130 КС).
- пре редизајна
- после редизајна
- после редизајна
- караван

## Друга генерација (2004–2014)
2004. године на салону аутомобила у Женеви је представљена друга генерација. У односу на прву генерацију аутомобила, друга генерација покушава да конкурише и аутомобилима средње класе, од које се разликује, моторизацијом, модерним технологијама и робуснијом каросеријом. Дизајн нове генерације октавије, посебно предњи део, има стил прве генерације. Овом стилу припада масивна предња маска хладњака, трапезног облика. Браник је спојен са каросеријом. У спољашње ретровизоре су интегрисани жмигавци. Предње и задње бочне прозоре дели широки Б-стуб. Задња светла су изнад ивице и преко бокова. 2004. уводи се и октавија караван са запремином пртљажног простора од 580 l, и караван са погоном на сва четири точка (Octavia Combi 4X4). 2006. године на сајму аутомобила у Паризу представљена је луксузна верзија Laurin & Klement, а 2007. караван у верзији Scout, са амбицијама да конкурише аутомобилима из сегмента СУВ. Са моделом октавија, Шкода је покушала да крене на тржиште Кине, а 2006. године на салону аутомобила у Пекингу представљена је посебна верзија модела октавија, Ming Rui, која у јуну 2007. почиње да се продаје. Кинеска и европска верзија се на први поглед разликују браницима са хромираним лајснама или хромираним ребрима маске хладњака. Ова верзија модела октавија се производи у Кини, по лиценци у фабрици Shangai Volkswagen (SVW), у Шангају. Верзија за индијско тржиште се продаје под именом Škoda Laura.
2009. године октавија добија редизајн. Модернизује се предња маска, предња светла, блатобрани, али и ентеријер и мотори. Октавија учествује у тркама класе Kit car i WRC релију. Организовано је и првенство Шкода октавија куп са идентичним аутомобилима. Тим Шкода моторспорт се са возилима Шкода октавија WRC укључио у Светско првенство у релију 1999. године, али тек 2002. године, је тим учествовао у свих 14 трка.
- пре редизајна
- пре редизајна
- после редизајна
- после редизајна

## Трећа генерација (2013–2020)
Трећа генерација октавије је откривена у децембру 2012. године. На европском тржишту се појављује фебруара 2013. године. Нови модел користи најмодернију VW MQB платформу, што значи да има приступ најсавременијој технологији немачког Фолксвагена. 
Свакој линији и детаљу посвећена је посебна пажња. У дизајнирању, развоју и производњи ништа није препуштено случају. Маска хладњака са 19 вертикалних летвица налази се у предњем централном делу. У новој октавији, решетка је мало повећана и сада се налази мало више него што је то био случај на претходној генерацији. Осим тога, како би се визуелно нагласила решетка, дизајнери су је јасније одвојили од фарова. У односу на претходни модел, бочна страна октавије више је спортска и динамичнија. Задње светлосне групе су графички типичне за Шкоду са својим препознатљивим ц-обликом светала, па је исти облик задржан и на новој октавији.
Распон доступних мотора за трећу генерацију укључује 4 бензинска и 4 дизел-мотора. Економична GreenLine верзија такође је у понуди. Бензински мотори припадају Фолксваген групи модела серије EA211, од 1,2 TSI/63 kW до 1,8 TSI са снагом од 132 kW. TSI мотори са четири цилиндра и четири вентила по цилиндру постављају нове стандарде у погледу енергетске ефикасности. Сви дизел-мотори доступни у новој октавији су турбо TDI мотори, 1.6 и 2.0, с директним убризгавањем са четири цилиндра и четири вентила по цилиндру. Посебно су економични дизел-мотори из серије EA288.
- лифтбек
- караван
- унутрашњост
- после редизајна
- после редизајна – лифтбек
- после редизајна – караван
- унутрашњост, редизајн

## Четврта генерација (2019–)
Четврта генерација је представљена 11. новембра 2019. године у Прагу. Динамичнији дизајн екстеријера прати и већи суперб и скалу. По први пут, модел нуди хибридну верзију, хед ап дисплеј или ЛЕД матричне фарове. 28. новембра 2019. представљен је чешки ценовник караван верзије. Цене за лифтбек верзију су уследиле у јануару 2020.

У марту 2020. године на друштвеним мрежама представљена је четврта генерација октавије у РС верзији, која је требало да буде представљена на Салону аутомобила у Женеви, али је отказана због пандемије Ковид-19.
- лифтбек
- караван
- унутрашњост